# Comisión Especial de Muertos y Desaparecidos Políticos
La Comisión Especial de Muertos y Desaparecidos Políticos (CEMDP; en portugués: Comissão Especial de Mortos e Desaparecidos Políticos, creada en Brasil. Fue establecida en 1996 con el objetivo de reconocer a las personas desaparecidas durante la dictadura militar, en el periodo del 2 de septiembre de 1961 al 15 de agosto de 1979.

## Historia
Fue creada por la ley 9.140 o ley de los Desaparecidos del 4 de diciembre de 1995. En el artículo 4 de esta ley se estipuló la creación de la comisión, con el objetivo principal de realizar el reconocimiento de personas que: 
- hayan sido acusadas de haber participado, o hayan sido acusadas de participación en actividades políticas, hayan fallecido por causas no naturales o en dependencias policiales o semejantes.
- hayan fallecido en represión policial sufrida en manifestaciones públicas o en conflictos armados con agentes de poder público
- hayan muerto como resultado de suicidio practicado a punto de ser detenido o debido a las secuelas psicológicas resultantes de actos de tortura cometidos por funcionarios públicos;

Otras de sus obligaciones fueron:
- hacer esfuerzos por localizar los cuerpos de personas desaparecidas en el caso de que existieran indicios sobre el lugar en que puedan estar depositados
- emitir opinión sobre los requerimientos relacionados con la indemnización que sean formulados por las personas mencionadas en el artículo 10 de la presente ley

Fue establecida un mes después de firmada la ley 9.140; es decir, el 9 de enero de 1996 la CEMDP inició sus respectivas labores vinculada al Ministerio de Justicia, mientras que para el año 2003 funciona junto a la Secretaria de Derechos Humanos de la presidencia de la República.

## Miembros
De acuerdo al artículo 5° de la ley 9.140 la comisión se conformó por siete miembros que en su inicio fueron designados por el presidente Fernando Henrique Cardoso:
1. Suzana Keniger, Lisboa de la Comisión Nacional de Familiares.
2. Oswaldo Pereira Gómes, General de las Fuerzas Armadas.
3. Paulo Gonet, Branco del Ministerio Público Federal.
4. João Grandino Rodas, de Itamaraty de la Comisión de Derechos Humanos de la Cámara Federal.
5. Nilmário Miranda, diputado.
6. Eunice Paiva, esposa del desaparecido Rubens Paiva quien fue sustituida meses después por el abogado Francisco da Silva Carvalho Filho.
7. Miguel Reale, médico legista.

### Trabajo
La comisión inició su labor tomando como punto de partida el dossier elaborado por la Comisión Especial de Muertos y Desaparecidos Políticos (CFMDP) titulado: Dossier de los Muertos y Desaparecidos Políticos después de 1964 (Dossie dos Mortos e Desaparecidos Políticos a partir de 1964). De acuerdo con el informe de la CEMDP, en principio se procesaron 373 casos correspondientes a 366 personas, de los cuales 132 conformaron el Anexo 1 de la ley, 166 referidos en el dossier arriba citado y los 68 restantes pertenecieron a casos nuevos. Después de 11 años de investigación el número total de casos investigados fueron 475, de los cuales 353 recibieron indemnización mientras que 118 casos nuevos.